# Мала гірнича енциклопедія
Мала гірнича енциклопедія — універсальне тритомне довідкове видання у галузі гірничої науки та техніки. Містить описи 17 350 термінологічних та номенклатурних одиниць, які висвітлюють різні аспекти розвідки, видобування та первинної переробки твердих, рідких та газоподібних корисних копалин. Адресована спеціалістам — в першу чергу фахівцям-гірникам, геологам, науковцям, аспірантам, студентам гірничих та суміжних спеціальностей, а також широкому загалу інженерно-технічних працівників гірничих підприємств та читачам, які цікавляться освоєнням надр, видобуванням і переробкою корисних копалин.
Автор ідеї та керівник проєкту, голова редакційної колегії — доктор технічних наук , професор Білецький Володимир Стефанович.
Видано у Донецьку в 2004, 2007, 2013 рр., тт. І-ІІ — видавництво «Донбас», т. ІІІ — видавництво «Східний видавничий дім».
Загалом І-ІІІ том Енциклопедії містить 1936 сторінок, 371,2 друк. аркушів.
Видання випущено на замовлення Державного комітету телебачення і радіомовлення України за Програмою випуску соціально-значимих видань.
У 2017 р. проєкт «Гірнича енциклопедія» Харківським національним університетом імені В. Н. Каразіна висунуто на Державну премію України в галузі освіти.

## Автори
У написанні статей Енциклопедії брали участь фахівці Національного гірничого університету, Донецького національного технічного університету, Івано-Франківського національного технічного університету нафти і газу, Інституту «УкрНДІвуглезбагачення», Українського державного інституту мінеральних ресурсів, Інституту фізико-органічної хімії та вуглехімії НАН України, Інституту геохімії, мінералогії та рудоутворення НАН України, Макіївського науково-дослідного інституту з безпеки робіт в гірничій промисловості (МакНДІ), Донбаського гірничометалургійного інституту, Криворізького технічного університету, наукових спілок та організацій — Академії гірничих наук України, Наукового Товариства ім. Шевченка, Української нафтогазової академії, інших наукових установ та організацій. Всі учасники і автори зазначені на перших сторінках видання.
Крім того, редакційна колегія і автори висловили вдячність: М.Ілляшову (д.т.н., професору), В.Кочетову («Донецьквуглезбагачення»), В.Щербачуку (Маневицький торфозавод ДП «Волиньторф»), проф. Я.Шенку (Jan Schenk, Техн. ун-т в Остраві, Вища гірнича школа Банська, Чехія), проф. В. М. Попову та проф. В. В. Кармазину (Московський державний гірничий ун-т, РФ), TD. Wheelock (США), Юзефу Дубінському, PhD (Польща), Єжи Кіцкі, Ph.D (Польська Академія наук), а також всім установам і організаціям, за методичну та інформаційну допомогу при підготовці видання.
При роботі над енциклопедією як базисне було використане попереднє видання «Гірничого енциклопедичного словника», 2001, 2002, 2004. Видавництво «Східний видавничий дім».
Наклад — 1000 примірників.
На польському гірничому сайті teberia.pl який у 2000-і роки був чи не найавторитетнішим гірничим сайтом Європи, було виставлено перший том української «Малої гірничої енциклопедії».

## Принципи термінотворення і особливості контенту МГЕ
Під час роботи над Енциклопедією автори притримувалися інтеґральних принципів термінотворення, коли
проблема номінування того чи іншого поняття вирішувалося індивідуально — з використанням потенціалу рідної
мови або шляхом інтерпретації вже готового терміна з іншої
мови, звідки поняття запозичувалося і вводилося в
національну терміносистему (за допомогою транскрибування, прямого перекладу, калькування). При цьому також
враховувалися традиції використання гірничих термінів в
Україні, їхнє походження, а також ареал розповсюдження
гірничих термінів-синонімів у світі.
Основний обсяг Енциклопедії займає усталена гірнича
термінологія, яка просто зафіксована в цьому науково-
дослідному виданні. Біля 15-20 % термінів уточнено, і лише
окремі терміни подано вперше.
Деякі загальновживані терміни подані з синонімічними відповідниками, що дає можливість паралельного
користування ними протягом періоду усталення, саморегулювання вітчизняної гірничої терміносистеми. До
таких випадків належать, скажімо: «стовбур» і «ствол».
В окремі (додаткові) томи вирішено винести
також відомості про вітчизняні та провідні закордонні виробничі одиниці, фірми, компанії що працюють у
гірничій промисловості, гірничому машинобудуванні, а також дані про інститути, університети, науково-виробничі і громадські організації гірничого профілю.
Окремий том планувалося присвятити персоналіям у гірничій науці, техніці, промисловості.

## Структура статей
Статті словника складаються зі слова-заголовка, після
якого наводиться закінчення родового відмінка, відповідника російською, англійською, німецькою мовами та
опису терміна українською мовою. Особливо важливі
статті мають розгорнутий характер. Статтям надано
енциклопедичного характеру (вони типізовані, застосована
система посилань). Таким чином, Енциклопедія є одночасно тлумачним і перекладним багатомовним виданням.

## Перший том
1-й том має алфавітну побудову і вміщує близько 6400 термінів та терміносполучень на літери від «А» до «К» (включно).
Рік видання — 2004. 640 сторінок (А4). 120,98 друк. аркуша. 12 кольорових вставок фоліо (А4).

### Редакційна колегія т. 1
| №  | Прізвище        | Науковий ступінь                | Примітки                                                   |
| 1  | Білецький В. С. | Доктор технічних наук           | Голова редакційної колегії, автор ідеї та керівник проєкту |
| 2  | Бойко В. С.     | Доктор технічних наук           | Нафта та газ                                               |
| 3  | Довгий С. О.    | Доктор фізико-математичних наук | —                                                          |
| 4  | Ященко Ю. П.    | Доктор економічних наук         | Гірництво                                                  |
| 5  | Золотко О. А.   | Кандидат технічних наук         | Збагачення корисних копалин                                |
| 6  | Дриженко А. Ю.  | Доктор технічних наук           | Відкрита гірнича технологія                                |
| 7  | Мирний В. В.    | Кандидат технічних наук         | Маркшейдерія                                               |
| 8  | Панов Б. С.     | Доктор геолого-мінералогічних   | — Геологія                                                 |
| 9  | Павлишин В. І.  | Доктор геолого-мінералогічних   | Мінералогія                                                |
| 10 | Саранчук В. І.  | Доктор технічних наук           | — Вуглехімія                                               |
| 11 | Амітан В. Н.    | Доктор економічних наук         | — Економіка в гірництві                                    |
| 12 | Загнітко А. П.  | Доктор філологічних наук        | — Загальнотермінологічні питання                           |
| 13 | Єжель А. І.     | —                               | Видавець                                                   |

### Основний авторський колектив 1-го тому
В. С. Білецький, д.т. н., В. С. Бойко, д.т. н., С. Л. Букін к.т. н., Г. І. Гайко, к.т. н., А. Ю. Дриженко, д.т. н., О. А. Золотко, к.т. н., З. М. Іохельсон, к.т. н., В. П. Колосюк, д.т. н., Б. І. Кошовський, к.т. н., Ф. К. Красуцький, к.т. н., І. Г. Манець, к.т. н., Г. П. Маценко, к.г.-м.н., В. М. Маценко, к.т. н.; В. В. Мирний, к.т. н., Б. С. Панов, д.т. н., В. І. Саранчук, д.т. н., Ю. Г. Світлий, к.т. н., В. Г. Суярко, д.г.-м.н.

### Окремі статті і матеріали
В. В. Ададуров, к.т. н.; В. І. Альохін, к.г.-м.н.; В. Є. Бахрушин, д.ф-м.н.; М. Г. Винниченко, к.т. н.; І. В. Волобаєв, к.т. н., І. Г. Ворхлик, к.т. н.; Ю. К. Гаркушин, к.т. н.; П. П. Голембієвський, к.т. н.; П. А. Горбатов, д.т. н., Д. В. Дорохов, к.т. н.; В.Іващенко, к.т. н.; М. О. Ілляшов, д.т. н.; А. С. Кірнарський, д.т. н.; В. О. Корчемагін, д.г.-м.н., А. І. Костоманов, к.т. н.; В. І. Ляшенко, к.е.н.; А. С. Макаров, д.т. н.; Л. В. Михалевич, інж.; Ю. Л. Носенко, к.ф-м.н., Ю. Б. Панов, к.г.н.; Ю. Л. Папушин, к.т. н.; О. С. Підтикалов, к.т. н.; С. Д. Пожидаєв, к.г.-м.н.; Ю. А. Полєтаєв, к.т. н.; О. Г. Редзіо, к.т. н.; В. М. Самилін, к.т. н.; К. Ф. Сапіцький, д.т. н.; А. К. Семенченко, д.т. н., П. В. Сергєєв, к.т. н., В. І. Сивохін, к.т. н.; В. О. Смирнов, к.т. н., Є. М. Сноведський, к.т. н.; В. В. Суміна, інж.; Т. Г. Шендрик, д.х.н.; А. Ю. Якушевський, к.т. н.

### Рецензенти
- Й. О. Опейда, д.х.н., професор, заступник директора Інституту фізико-органічної хімії і вуглехімії ім. Л. М. Литвиненка НАН України;
- Г. В. Губін, д.т. н., професор, Криворізький технічний університет, академік Академії гірничих наук України;
- Р. С. Яремійчук, д.т. н., професор, Івано-Франківський національний технічний університет нафти та газу, віце-президент Української нафтогазової академії.

## Другий том
2-й том має алфавітну побудову і вміщує бл. 5250 термінів та терміносполучень на літери від «Л» до «Р» (включно).
Рік видання — 2007. 670 сторінок (А4). 125,09 друк. аркуша. 20 кольорових вставок фоліо (А4).

### Редакційна колегія т.2
| №  | Прізвище        | Науковий ступінь                | Примітки                                                   |
| 1  | Білецький В. С. | Доктор технічних наук           | Голова редакційної колегії, автор ідеї та керівник проєкту |
| 2  | Бойко В. С.     | Доктор технічних наук           | Нафта та газ                                               |
| 3  | Довгий С. О.    | Доктор фізико-математичних наук | Загальнотермінологічні питання                             |
| 5  | Золотко О. А.   | Кандидат технічних наук         | Збагачення корисних копалин                                |
| 6  | Дриженко А. Ю.  | Доктор технічних наук           | Відкрита гірнича технологія                                |
| 7  | Мирний В. В.    | Кандидат технічних наук         | Маркшейдерія                                               |
| 8  | Павлишин В. І.  | Доктор геолого-мінералогічних   | Мінералогія                                                |
| 9  | Панов Б. С.     | Доктор геолого-мінералогічних   | Геологія                                                   |
| 10 | Саранчук В. І.  | Доктор технічних наук           | Вуглехімія                                                 |
| 11 | Бизов В. Ф.     | Доктор технічних наук           | Загальнотермінологічні питання                             |
| 12 | Загнітко А. П.  | Доктор філологічних наук        | Загальнотермінологічні питання                             |

### Основний авторський колектив 2-го тому
В. С. Білецький, д.т. н., В. С. Бойко, д.т. н., П. П. Голембієвський, к.т. н.; П. А. Горбатов, д.т. н.; А. Ю. Дриженко, д.т. н.; О. А. Золотко, к.т. н.; З. М. Іохельсон, к.т. н.; В. В. Кармазін, д.т. н.; Б. І. Кошовський, к.т. н.; Ф. К. Красуцький, к.т. н.; І. Г. Манець, к.т. н.; Г. П. Маценко, к.г.-м.н.; В. М. Маценко, к.т. н.; В. В. Мирний, к.т. н.; В. І. Павлишин, д.г.-м.н.; Б. С. Панов, д.т. н.; О. С. Подтикалов, к.т. н.; Савицький В. М., к.т. н.; В. І. Саранчук, д.т. н.; Ю. Г. Світлий, к.т. н.; В. О. Смирнов, к.т. н.; В. Г. Суярко, д.г.-м.н.; Р. С. Яремійчук, д.т. н.

### Автори окремих статей і матеріалів
В. В. Ададуров, к.т. н.; В. І. Альохін, к.г.-м.н.; П. М. Баранов, д.г.-м.н.; Л. Л. Бачурін, к.т.н.; М. М. Бережний, д.т. н.; Л. М. Болонова, к.мед.н.; В. І. Бондаренко, д.т. н.; С. Л. Букін к.т. н., М. Г. Винниченко, к.т. н.; І. В. Волобаєв, к.т. н.; І. Г. Ворхлик, к.т. н.; Г. І. Гайко, д.т. н.; Л. С. Галецький, д.г.-м.н.; В. О. Гнєушев, к.т. н.; Л. Ж. Горобець, д.т. н.; Д. В. Дорохов, к.т. н.; О. І. Єгурнов, к.т. н.; А. Т. Єлішевич, д.т. н.; Ю. М. Зубкова, к.х.н.; В. Д. Іващенко, к.т. н.; М. О. Ілляшов, д.т. н.; О. В. Колоколов, д.т. н.; В. П. Колосюк, д.т. н.; В. П. Кондрахін, д.т. н.; А. І. Костоманов, к.т. н.; О. М. Кузьменко, д.т. н.; Купенко В. І., к.г.-м.н.; В. І. Ляшенко, к.е.н.; Л. В. Михалевич, інж.; І. К. Младецький, д.т. н.; Ю. С. Мостика, д.т. н.; М. Д. Мухопад, к.т. н.; Ю. Л. Носенко, к.ф-м.н.; Ю. Л. Папушин, к.т. н.; В. Ф. Пожидаєв, д.т. н.; Ю. А. Полєтаєв, к.т. н.; О. Г. Редзіо, к.т. н.; В. М. Самилін, к.т. н.; А. І. Самойлов, к.т. н.; А. К. Семенченко, д.т. н.; П. В. Сергєєв, к.т. н.; В. І. Сивохін, к.т. н.; В. П. Соколова, к.т. н.; В. В. Суміна, інж.; Т. Г. Шендрик, д.х.н.; Л. В. Шпильовий, інж.

### Рецензенти
- Й. О. Опейда, д.х.н., професор, заступник директора Інституту фізико-органічної хімії і вуглехімії ім. Л. М. Литвиненка НАН України;
- Г. В. Губін, д.т. н., професор, Криворізький технічний університет, академік Академії гірничих наук України;
- Л. М. Середницький, к.т. н., старший науковий співробітник, НАК «Нафтогаз України».

## Третій том
3-й том має алфавітну побудову і вміщує бл. 5700 термінів та терміносполучень на літери від «С» до «Я».
Рік видання — 2013. 644 сторінок (А4). 125,2 друк. аркуша. 4 кольорові вставки фоліо (А4). Донецьк : Східний видавничий дім.

### Редакційна колегія
В. С. Білецький, д.т. н. (голова редакційної колегії, автор ідеї та керівник проєкту);
І. М. Попович (Міненерговугілля України, перший заст. міністра);
В. І. Бондаренко, д.т. н. (підземна розробка корисних копалин); А. Ю. Дриженко, д.т. н. (відкрита гірнича технологія);
В. В. Мирний, к.т. н. (маркшейдерія, геодезія); Б. С. Панов, д.т. н. (геологія); В. І. Павлишин, д.г.-м.н. (мінералогія);
Г. П. Маценко, к.г.-м.н. (петрографія); В. С. Бойко, д.т. н. (нафта та газ); В. Г. Суярко, д.г.-м.н. (геологія); В. І. Саранчук, д.т. н. (вугілля); В. О. Гнєушев, к.т. н. (торф);
О. А. Золотко, к.т. н. (збагачення корисних копалин); А. П. Загнітко, д.філол.н.
| №  | Прізвище         | Науковий ступінь                                                                 | Примітки                                                   |
| 1  | Білецький В. С.  | Доктор технічних наук                                                            | Голова редакційної колегії, автор ідеї та керівник проєкту |
| 2  | Бойко В. С.      | Доктор технічних наук                                                            | Нафта та газ                                               |
| 3  | Попович І.М.     | Доктор фізико-математичних наук, Міненерговугілля України, перший заст. міністра | Загальнотермінологічні питання                             |
| 4  | Золотко О. А.    | Кандидат технічних наук                                                          | Збагачення корисних копалин                                |
| 5  | Дриженко А. Ю.   | Доктор технічних наук                                                            | Відкрита гірнича технологія                                |
| 6  | Мирний В. В.     | Кандидат технічних наук                                                          | Маркшейдерія                                               |
| 7  | Павлишин В. І.   | Доктор геолого-мінералогічних наук                                               | Мінералогія                                                |
| 8  | Бондаренко В. І. | Доктор технічних наук                                                            | Підземна розробка родовищ                                  |
| 9  | Саранчук В. І.   | Доктор технічних наук                                                            | Вуглехімія                                                 |
| 10 | Суярко В. Г.     | Доктор геолого-мінералогічних наук                                               | Геологія                                                   |
| 11 | Загнітко А. П.   | Доктор філологічних наук                                                         | Загальнотермінологічні питання                             |
| 12 | Гнєушев В. О.    | Кандидат технічних наук                                                          | торф                                                       |

### Основний авторський колектив 3-го тому
В. І. Альохін, д.г.-м.н.; В. С. Білецький, д.т. н., В. С. Бойко, д.т. н., Р. В. Бойко, к.т. н.; Бондаренко В. І., д.т. н.; С. Л. Букін к.т. н., Г. І. Гайко, д.т. н.; В. О. Гнєушев, к.т. н.; П. А. Горбатов, д.т. н.; А. Ю. Дриженко, д.т. н.; О. А. Золотко, к.т. н.; М. Л. Зоценко, д.т. н.; З. М. Іохельсон, д.т. н.; В. В. Кармазін, д.т. н.; Б. І. Кошовський, к.т. н.; О. А. Круть, д.т. н.; І. Г. Манець, к.т. н.; Г. П. Маценко, к.г.-м.н.; В. В. Мирний, к.т. н.; Ю. С. Мостика, д.т. н.; М. Д. Мухопад, к.т. н.; В. І. Павлишин, д.г.-м.н.; Б. С. Панов, д.т. н.; О. С. Подтикалов, к.т. н.; І. М. Попович (Міненерговугілля України, перший заст. міністра);
В. М. Савицький, к.т. н.; В. І. Саранчук, д.т. н.; Ю. Г. Світлий, к.т. н.; В. О. Смирнов, к.т. н.;
В. Г. Суярко, д.г.-м.н.; О. А. Улицький, к.т. н.; Т. Г. Шендрік, д.х.н.; Р. С. Яремійчук, д.т. н.

### Окремі статті і матеріали
П. М. Баранов, д.г.-м.н.; М. М. Бережний, д.т. н.; В. Ф. Бизов, д.т. н.; В. В. Білецький, к.ф.н.; Л. М. Болонова, к.мед.н.; М. Г. Винниченко, к.т. н.; І. В. Височанський, д.г-м.н.; І. В. Волобаєв, к.т. н.; І. Г. Ворхлик, к.т. н.; Л. С. Галецький, д.г.-м.н.; П. П. Голембієвський, к.т. н.; Л. Ж. Горобець, д.т. н.; А. С. Громадський, д.т. н.; Д. В. Дорохов, к.т. н.; А. Т. Єлішевич, д.т. н.; Ю. М. Зубкова, к.х.н.; М. О. Ілляшов, д.т. н.; В. П. Колосюк, д.т. н.; Ф. К. Красуцький, к.т. н.;
В. О. Кучеренко, д.х.н.; Н. В. Кушнірук, к.т. н.; В. І. Ляшенко, д.е.н.; А. С. Макаров, д.т. н.; З. Р. Маланчук, д.т. н.;
В. М. Маценко, к.т. н.; М. А. Мислюк, д.т. н.; І. К. Младецький, д.т. н.; І. А. Молоковський, магістр; Назаренко В. М., д.т. н.; Назаренко М. В., д.т. н.; Ю. Л. Носенко, к.ф-м.н.; Т. А. Олійник, д.т. н.; О. М. Осипов, к.х.н.; В. В. Ошовський, к.х.н.;
Ю. Л. Папушин, к.т. н.; В. О. Пірко, д.і.н.; О. Г. Редзіо, к.т. н.; В. І. Рибаченко, д.х.н.; В. М. Самилін, к.т. н.; А. І. Самойлов, к.т. н.; А. К. Семенченко, д.т. н.; П. В. Сергєєв, к.т. н.; В. І. Сивохін, к.т. н.; В. П. Соколова, к.т. н.; В. В. Суміна, інж. (патентна справа); Л. В. Шпильовий, к.т. н.; А. Ю. Якушевський, к.т. н.

### Рецензенти
- Й. О. Опейда, д.х.н., професор, заступник директора Інституту фізико-органічної хімії і вуглехімії ім. Л. М. Литвиненка НАН України;
- Г. В. Губін, д.т. н., професор, Криворізький національний університет, академік Академії гірничих наук України;
- Л. М. Середницький, к.т. н., старший науковий співробітник, НАК «Нафтогаз України».

## МГЕ у інтернет-просторі
- 1-й том ISBN 966-7804-14-3
- 2-й том ISBN 57740-0828-2
- 3-й том ISBN 978-966-317-156-2

Репозитарій НТУ ХПІ:
- Мала гірнична енциклопедія, т. 1, (А—К) (2004).pdf
- Мала гірнична енциклопедія, т. 2, (Л—Р) (2007).pdf
- Мала гірнична енциклопедія, т. 3, (С—Я) (2014).pdf